# Adaincourt
Adaincourt település Franciaországban, Moselle megyében. Lakosainak száma 134 fő (2022. január 1.). Adaincourt Han-sur-Nied, Herny, Rémilly és Vittoncourt községekkel határos.

## Népesség
A település népessége az elmúlt években az alábbi módon változott:
| Lakosok száma | 74   | 84   | 98   | 108  | 116  | 123  | 125  | 124  | 128  | 134  |
|               | 1968 | 1982 | 1990 | 2006 | 2013 | 2015 | 2017 | 2019 | 2020 | 2022 |